# Dierenasiel

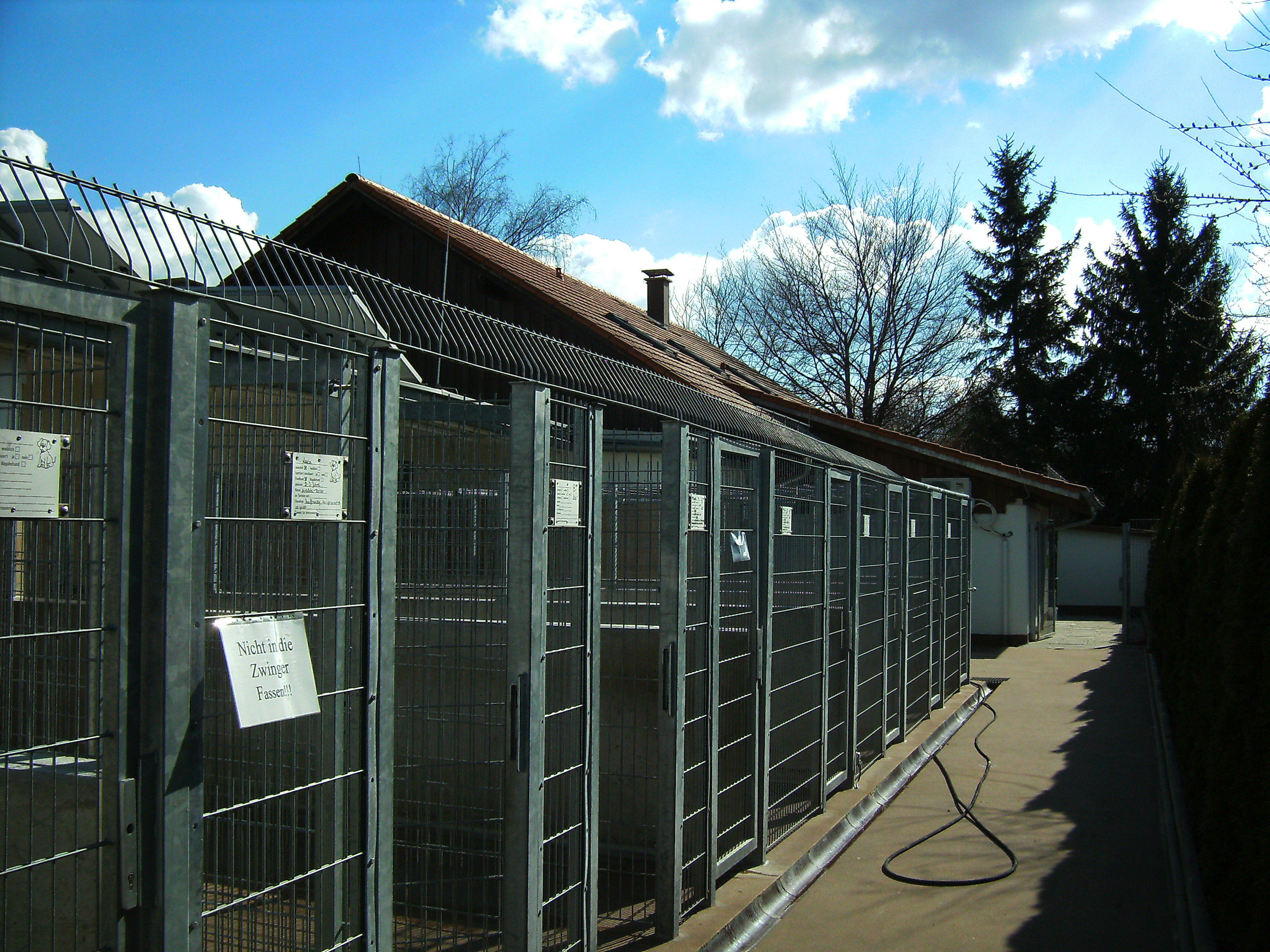
Buitenverblijven in een dierenasiel

Een dierenasiel is een (tijdelijk) onderkomen voor gezelschapdieren die door omstandigheden geen vast onderkomen hebben.
Dieren die worden gevonden of die zijn achtergelaten, worden via onder andere de Dierenambulance of de Dierenbescherming naar het asiel gebracht en daar opgevangen. Doorgaans verzorgt een dierenasiel een dier waarvan de eigenaar niet bekend is twee weken, opdat de eigenaar de mogelijkheid heeft om het dier weer op te komen halen. Veelal verblijft het dier deze twee weken in quarantaine, zodat eventuele (overdraagbare) ziekten kunnen worden vastgesteld, zonder dat deze zich verspreiden onder de andere aanwezige dieren. 
Wanneer een dier niet door de rechtmatige eigenaar wordt opgehaald, vervalt het aan het asiel en kan het aan belangstellenden worden verkocht. Ook kan men in asiels vaak (tegen betaling) afstand doen van het huisdier, waarna een nieuw onderkomen voor het dier gezocht wordt.
Dierenasiels werken samen met verschillende organisaties die helpen om gevonden dieren en hun eigenaren weer bij elkaar te brengen.